# Römische Kampftaktiken
Die Kampftechniken des römischen Heeres lassen sich aus Beschreibungen in antiken Schriftquellen, aber auch durch archäologische Funde beispielsweise von Ausrüstungsgegenständen sowie durch bildliche Darstellungen rekonstruieren.

## Beschreibung
Über die in der Frühzeit Roms angewendeten römischen Kampftechniken ist kaum etwas Gesichertes bekannt; es ist anzunehmen, dass zunächst in eher ungeordneten Formationen im Einzelkampf gefochten wurde.
Unter griechischem Einfluss gingen die Römer im Zuge der Servianischen Heeresreform dazu über, in geschlossener Schlachtreihe wie eine griechische Phalanx zu kämpfen. Das Aufgebot Roms war zu dieser Zeit nach der Panzerung und Bewaffnung der Soldaten gestaffelt, mit den schwer gepanzerten Kämpfern in den ersten Reihen und den leicht gepanzerten in den letzten Reihen. Die Bewaffnung glich zu dieser Zeit dem auch bei Etruskern oder Griechen Vorfindlichen. Wann die für römische Legionäre über lange Zeit kennzeichnenden starken „Turmschilde“ (Scutum) eingeführt wurden, ist nicht belegt, diese gehörten aber wohl schon früh zur typischen Ausrüstung der schweren römischen Infanterie. In der Frühzeit hatte Rom noch die damals übliche Palette verschiedener Truppengattungen selbst aufgestellt. Mit dem entstehenden Bundesgenossensystem wurden die Funktionen der leichteren Einheiten und der Kavallerie zunehmend von den Socii übernommen und in der Kaiserzeit schließlich als sogenannte Auxiliartruppen sowie in der Spätantike Foederaten aus Nichtrömern aufgestellt.

## Phalanxtaktik
Zu Zeiten der Phalanxtaktik erfolgte der Zusammenstoß mit langen Stoßlanzen (Hasta), mit denen die gegnerische Formation aufgebrochen werden sollte. Nach Unterschreiten von deren Reichweite wurde die Entscheidung im Nahkampf mit Kurzschwertern gesucht. Im Vorfeld des Zusammentreffens der im Zentrum stehenden schweren Infanterie erfolgten dabei Angriffe durch sogenannte Plänkler und leichte Infanterie (Velites) sowie Schleuderer und Bogenschützen, welche die gegnerischen Reihen schwächen und in Unordnung bringen sollten. Bei Annäherung der Hauptkontingente zogen sich die davor befindlichen leichten Einheiten hinter diese oder zur Seite zurück. Auf den seitlichen Enden waren üblicherweise Reitereinheiten aufgestellt, um wenn möglich den Feind in der Flanke zu fassen und deren geschlossene Formation aufzubrechen oder entsprechenden Versuchen gegnerischer Reiterei zu begegnen. Dieser Ablauf blieb im Wesentlichen auch in späteren Zeiten unverändert. Durch andere Ausrüstung und Aufstellung kamen aber zusätzliche taktische Elemente hinzu. In der Spätantike gewannen dabei zunehmend Kavallerieeinheiten an Bedeutung.

## Kohortentaktik
Die fest geschlossene einheitliche Phalanxaufstellung wurde seit ungefähr dem 4. Jh. v. Chr. zugunsten einer als Manipulartaktik bezeichneten aufgelockerteren Aufstellung aufgegeben. Die (je nach Zeitraum) 160 Mann starken Manipel standen dabei in gestaffelten Treffen. Die Formation wurde dadurch flexibler und die Schlachtaufstellung insgesamt beweglicher einsetzbar. Durch die Gaius Marius zugeschriebene Heeresreform setzte sich dann die Kohortentaktik durch. Die taktische Grundeinheit hatte damit jetzt knapp 500 Mann. Dies zog eine Straffung der Organisation auf dem Schlachtfeld und damit die Möglichkeit einer effektiveren strategischen und taktischen Planung nach sich, denn durch die Verringerung der Befehlskette um eine Ebene wurde die Anzahl der zu überschauenden Verbände verringert und den Führern der Manipel und Kohorten mehr Eigenverantwortlichkeit zugewiesen. Dennoch wurde die Kohortentaktik nicht starr überall angewandt, wenn beispielsweise Gelände oder Gegner ein Vorgehen in kleineren Gefechtsformationen erforderten.
Gleichzeitig setzte eine Vereinheitlichung der Ausrüstung der Legionäre ein. Aufgrund der gesellschaftlichen Wandlung und des hohen Bedarfs an Soldaten konnte das alte System nicht mehr durchgehalten werden, bei dem der Soldat je nach persönlichem Vermögen seine Ausrüstung selbst beschaffen musste und dann entsprechenden Truppenteilen zugeordnet wurde. Letztlich wurde nun jedem Soldaten eine weitgehend einheitliche Grundausstattung gestellt. Damit wurde auch die Wende von der Bürgermiliz zur Berufsarmee vollzogen. Die Staffelung der Schlachtreihe richtete sich nun nicht mehr nach dem vom persönlichen Vermögen abhängigen Umfang an Rüstung und Bewaffnung. Eine qualitative Untergliederung innerhalb des zentralen Elementes der schweren Infanterie erfolgte nun durch die Berufserfahrung. In den ersten Treffen standen nun gleichmäßig mit Wurfspeeren, Kurzschwert, Dolch, Helm, Schild und meistens mit Kettenhemd bewaffnete Soldaten. Zeitweise bildeten die letzten Treffen noch mit Lanzen ausgerüstete Veteranen. In der Kaiserzeit verschwanden die Lanzen dann zunächst ganz aus dem Arsenal der Infanterie, um in der Spätantike in anderer Form wieder eingeführt zu werden.

## Weiteres
Mit ihren großen Schilden bildeten die Römer auch spezielle Formationen wie die Schildkrötenformation (Testudo). Für das Gefecht auf freiem Feld entwarfen die Römer eine effektive Kampfform, um gegnerische geschlossene Formationen zu schwächen. Die Legionäre, die mit Pila (Sg. Pilum) ausgestattet waren, schleuderten diese kurz vor dem Zusammentreffen der Schlachtreihen. Der Gegner versuchte verständlicherweise, diese mit dem Schild abzuwehren. Steckte ein Pilum im Schild fest, verbog sich der weiche lange Schaft des Wurfspießes und verhinderte so ein Zurückschleudern. Zudem behinderte das Gewicht des im Schild steckenden Spießes die Gegner, so dass diese oft ihre Schilde aufgeben mussten. Außerdem führten Legionen in der Regel mehrere transportable Katapulte (Karrobalistae) mit, mit denen schon auf große Entfernung schwere Wurfpfeile verschossen werden konnten. Für Belagerungen konnten diverse Belagerungsmaschinen durch die begleitenden Handwerker errichtet werden.
Ein weiteres Merkmal römischer Kriegsführung war das regelmäßige Errichten mit Graben, Wall und Palisade befestigter Lager. Dies geschah für jedes Nachtlager und es wurde, sofern nicht das letzte Nachtlager als solches zur Verfügung stand, auch meistens vor Schlachten ein befestigtes Lager errichtet, in dem der Tross geschützt zurückgelassen werden konnte, das aber auch für den Fall einer Niederlage als Fluchtpunkt zur Reorganisation vorgesehen war.